# Dryadella
Dryadella es un género que tiene asignada 54 especies de orquídeas, de la tribu Epidendreae perteneciente a la familia (Orchidaceae). 

## Hábitat
Es nativo distribuidas desde el sur de México hasta el sur de Brasil y el norte de Argentina.

## Descripción
Es un género de orquídeas diminutas, anteriormente incluida en el género Masdevallia. Las plantas están generalmente compuestas por un mechón de hojas de 3 a 6 cm de largo. Las pequeñas flores de (1-2 cm), y están a menudo de manchados, y se desarrollan en la base de las hojas.  En el cultivo de muchas de las especies parece que responden bien para ser cultivado en corcho en lugar de en macetas. El atractivo de especies como Dryadella edwallii, comúnmente conocido como 'Partridge en la hierba "puede ser fácilmente convertida en una espectacular muestra de plantas, llena de flores.

## Taxonomía
El género fue descrito por  (Luer) Luer y publicado en Selbyana 2(2–3): 207. 1978.
Etimología
Dryadella: nombre genérico que hace una referencia a las mitológicas dríadas, ninfas de los bosques.

## Especies deDryadella
- Dryadella albicans  (Luer) Luer (1978)
- Dryadella ana-paulae  V.P.Castro (2004)
- Dryadella ataleiensissmall> Campacci (2011)
- Dryadella aurea  Luer & Hirtz (1999)
- Dryadella auriculigera  (Rchb.f.) Luer (1978)
- Dryadella aviceps  (Rchb.f.) Luer (1978)
- Dryadella barrowii  Luer (2005)
- Dryadella butcheri  Luer (1999)
- Dryadella clavellata  Luer & Hirtz (2005)
- Dryadella crassicaudata  Luer (2005)
- Dryadella crenulata  (Pabst) Luer (1978)
- Dryadella cristata  Luer & R.Escobar (1982)
- Dryadella cuspidata  Luer & Hirtz (1999)
- Dryadella dodsonii  Luer (1999)
- Dryadella dressleri  Luer (1999)
- Dryadella edwallii  (Cogn.) Luer (1978)
- Dryadella elata  (Luer) Luer (1978) - Especie tipo
- Dryadella espirit o-santensis (Pabst) Luer (1978)
- Dryadella fuchsii  Luer (1999)
- Dryadella gnoma  (Luer) Luer (1978)
- Dryadella gomes-ferreirae  (Pabst) Luer (1978)
- Dryadella greenwoodiana  Soto Arenas (2002)
- Dryadella guatemalensis  (Schltr.) Luer (1978)
- Dryadella hirtzii  Luer (1980)
- Dryadella kautskyi  (Pabst) Luer (1978)
- Dryadella lilliputiana  (Cogn.) Luer (1978)
- Dryadella linearifolia  (Ames) Luer (1978)
- Dryadella litoralis  Campacci (2007)
- Dryadella lueriana  Carnevali & G.A.Romero (1991)
- Dryadella marilyniana  Luer (2006)
- Dryadella marsupiata  Luer (1982)
- Dryadella meiracyllium  (Rchb.f.) Luer (1978)
- Dryadella minuscula  Luer & R.Escobar (1978)
- Dryadella mocoana  Luer & R.Escobar (2005)
- Dryadella nasuta  Luer & Hirtz (2005)
- Dryadella nortonii  Luer (2005)
- Dryadella odontostele  Luer (1996)
- Dryadella osmariniana  (Braga) Garay & Dunst. (1979)
- Dryadella pachyrhiza  Luer & Hirtz (1999)
- Dryadella perpusilla  (Kraenzl.) Luer cepted
- Dryadella pusiola  (Rchb.f.) Luer (1978)
- Dryadella rodrigoi  Luer (1999)
- Dryadella simula  (Rchb.f.) Luer (1978)
- Dryadella sororcula  Luer (1996)
- Dryadella sublata  Luer & J.Portilla (2005)
- Dryadella summersii  (L.O.Williams) Luer (1978)
- Dryadella susanae  (Pabst) Luer (1978)
- Dryadella toscanoi  Luer (2005)
- Dryadella vasquezii  Luer (2005)
- Dryadella verrucosa  Luer & R.Escobar (1999)
- Dryadella vitorinoi  Luer & Toscano (2002)
- Dryadella werneri  Luer (2001)
- Dryadella wuerstlei  Luer (2005)
- Dryadella zebrina  (Porsch) Luer (1978)